# Guillem de Cardona
Guillem de Cardona, Guillem I de Cardona (ur. 1156, zm. 12 lipca 1225) – wicehrabia Cardony w latach 1177–1225, jeden z najmożniejszych baronów średniowiecznej Katalonii.
Syn Ramona Folcha III i Isabel Sibilli d'Urgell. Przejął władzę w dziedzicznych ziemiach rodu po śmierci swego starszego brata Berenguera I, który zmarł kilka miesięcy po Ramonie Folchu III.
Guillem I u boku Piotra II bił się pod Murèth (1213) przeciw krzyżowcom z Szymonem z Montfort. Wraz z hrabią Rosselló (Roussillon (Francja)) Nunyo Sanxesem i Guillemem III de Montcada prowadził dalsze walki z krzyżowcami w Langwedocji, usiłując wymusić na Montforcie wydanie następcy tronu katalońsko-aragońskiego, Jakuba I Zdobywcy. W okresie małoletniości Jakuba I był członkiem siedmioosobowej rady regencyjnej powołanej przez Innocentego III 23 stycznia 1216 r. przy boku prokuratora generalnego, hrabiego Sancza. Należał do wierzycieli królewskich jako zamożny nobil czerpiący zyski z kopalni soli położonych w jego włościach. Był protektorem i przyjacielem wicehrabiego Gueraua IV de Cabrera, którego pogodził z Koroną w roku 1217. Ród Cardona tradycyjnie pośredniczył w sporach władców z pirenejskimi hrabstwami.
Od 1175 Guillem był żonaty z Guerauą de Jorba, z którą miał sześcioro dzieci: Ramona Folcha, Sibillę, Guillemę, Guillema (późniejszy mistrz templariuszy, zm. 1270), Elisendę i Caterinę. W późniejszym czasie ożenił się powtórnie z Agnès d'Olo. Miał też dzieci z dwiema kochankami.
Jego następcą jako wicehrabia Cardony był Ramon Folch IV.